# Senado de Carolina del Norte
El Senado de Carolina del Norte es la Cámara Alta de la Asamblea General de Carolina del Norte, que junto con la Cámara de Representantes de Carolina del Norte, comprende la legislatura estatal de Carolina del Norte. El mandato de cada senador es de sólo dos años.
Las prerrogativas y poderes del Senado son similares a los de la otra cámara, la Cámara de Representantes. Sin embargo, sus miembros representan distritos que son más grandes que los de sus colegas en la Cámara. El presidente del Senado es el vicegobernador de Carolina del Norte, pero tiene poderes muy limitados y solo vota para desempatar. Después de la elección de 1988 de James Carson Gardner, el primer vicegobernador republicano desde la Reconstrucción, los demócratas que controlaban el Senado transfirieron la mayor parte del poder del vicegobernador al senador que es elegido presidente pro tempore. Este nombra a los miembros de los comités permanentes del Senado y tiene gran influencia sobre los proyectos de ley.
De acuerdo con la Constitución estatal, el Senado es también el órgano que determina la culpabilidad de un acusado por Cámara de Representantes, el llamado juicio político.

## Requisitos
Los requisitos para ser senador se encuentran en la Constitución estatal: "cada senador, en el momento de su elección, deberá tener no menos de 25 años de edad, deberá ser un votante calificado del estado y deberá haber residido en el estado como ciudadano por dos años y en el distrito para el cual es elegido por un año inmediatamente anterior a su elección".